# غرانت فوكس
غرانت فوكس (بالإنجليزية: Grant Fox)‏ هو لاعب اتحاد الرغبي نيوزيلندي، ولد في 6 يونيو 1962 في نيو بلايموث في نيوزيلندا.

## وصلات خارجية
- غرانت فوكس عل موقع إسبنسكروم (الإنجليزية)
- غرانت فوكس على موقع ItsRugby.co.uk (الإنجليزية)
- غرانت فوكس على موقع قاعة نيوزيلندا للمشاهير الرياضية (الإنجليزية)